# Eva Pölzl
Eva Pölzl (née le 2 mai 1975 à Ried im Innkreis) est une animatrice de télévision autrichienne.

## Biographie
Cette fille de restaurateur grandit avec deux frères.
Pendant une courte période, elle est speakerine sur W1 puis en 2000 présente son propre talk-show. En 2005, elle anime avec Gery Keszler Life Ball, une émission caritative pour récolter des fonds contre le sida.
Elle présente le télévote de l'Autriche au concours Eurovision de la chanson 2007, juste après avoir intégré l'ÖRF.
En 2009, elle donne naissance à un fils qu'elle a avec Pius Strobl, le directeur de communication de l'ÖRF.
En mai, elle présente le nouveau format d'Österreich-Blick pour R9 Regionales Fernsehen Österreich.

## Source de la traduction
- (de) Cet article est partiellement ou en totalité issu de l’article de Wikipédia en allemand intitulé « Eva Pölzl » (voir la liste des auteurs).